# Louis Charles César Le Tellier
Louis Charles César Le Tellier, duc d'Estrées (1695—1771) fou un comandant militar francès i Mariscal de França.

## Biografia

### Orígens familiars
Fill de Michel François Le Tellier (1663–1721), marquès de Courtenvaux, i net del Ministre de la Guerra de Lluís XIV François Michel Le Tellier, marquès de Louvois. La seva mare era Marie Anne d'Estrées (†1741), filla del mariscal Jean II d'Estrées (1624–1707) i germana petita del mariscal Victor Marie d'Estrées.

### Núpcies
Es va casar dues vegades, amb Anne Catherine de Champagne La Suze, i amb Adélaïde Félicité de Brûlart de Sillery de Puysieux.

### Carrera militar
Fou inspector general de cavalleria i com a tinent general es va distingir a la batalla de Fontenoy (1745)
Mariscal de França des del 24 de febrer de 1757, va ser comandant dels exèrcits a Westfàlia durant la Guerra dels Set Anys. El 26 de juliol de 1757 va guanyar la batalla de Hastenbeck contra les tropes Hanoverianes i Hessianes comandades pel Duc de Cumberland durant la Invasió de Hanover però va ser substituït com a comandant francès poc després. Esdevingué Ministre d'Estat el 2 de juliol de 1758.
El 1759, després de la derrota francesa a la batalla de Minden, se li va encomanar una gira d'inspecció de les forces franceses a Alemanya.
Va ser nomenat cavaller de l'Orde de l'Esperit Sant el 1746 i va rebre el títol de Duc d'Estrées el 1763 de la família de la seva mare.
Fou un francmaçó des de 1736.